# Desastre do Pico Lenine

O desastre do Pico Lenine ocorreu em 13 de julho de 1990, quando 43 alpinistas morreram durante uma avalanche no pico Lenine de 7134 metros de altitude máxima, localizado no nordeste do Tajiquistão e do Quirguistão (ambos então repúblicas soviéticas integrantes da União Soviética). A avalanche mortal foi desencadeada por um sismo de magnitude 6,4 que atingiu a uma profundidade de 216,8 km abaixo das montanhas Hindu Kush, no vizinho Afeganistão. Acredita-se que o incidente seja o desastre de montanhismo mais mortal da história.